# Гранд Медоу (Минесота)
Гранд Медоу (енгл. Grand Meadow) град је у америчкој савезној држави Минесота.

## Демографија
По попису из 2010. године број становника је 1.139, што је 194 (20,5%) становника више него 2000. године.
| Група             | 2000.       | 2010.         |
| Белци             | 933 (98,7%) | 1.084 (95,2%) |
| Афроамериканци    | 0 (0,0%)    | 16 (1,4%)     |
| Азијати           | 1 (0,1%)    | 6 (0,5%)      |
| Хиспаноамериканци | 6 (0,6%)    | 25 (2,2%)     |
| Укупно            | 945         | 1.139         |